# 岡本紗里
岡本 紗里（おかもと さり、1993年5月12日 - ）は、日本の女優。エヴァーグリーン・エンタテイメントの「EVER GREEN CREATIVE」部門に所属していた。埼玉県出身。

## 出演

### テレビドラマ
- MAGISTER NEGI MAGI 魔法先生ネギま!（2007年、テレビ東京） - 古菲（クーフェイ） 役[3]
- 熱海の捜査官（2010年、テレビ朝日） - 野々山まどか 役
- ハイパーヨーヨー バーニング（2011年、テレビ東京） - 新河唯 役
- 都市伝説の女（2012年、テレビ朝日） - 佐々木梢 役

### 映画
- 怪談新耳袋 怪奇（2010年、キングレコード）
- 高校デビュー（2011年、アスミック・エース）

### CM
- ブルボン プチシリーズ（2010年）[4]
- 全日本冠婚葬祭互助協会（2011年）
- 花王 エッセンシャル（2012年）